# Chaussoy-Epagny
Chaussoy-Epagny is een gemeente in het Franse departement Somme (regio Hauts-de-France) en telt 638 inwoners (2004). De plaats maakt deel uit van het arrondissement Montdidier.

## Geografie
De oppervlakte van Chaussoy-Epagny bedraagt 11,5 km², de bevolkingsdichtheid is 55,5 inwoners per km².
De onderstaande kaart toont de ligging van Chaussoy-Epagny met de belangrijkste infrastructuur en aangrenzende gemeenten.

## Demografie
Onderstaande figuur toont het verloop van het inwonertal (bron: INSEE-tellingen).